# Muratcan Güler
Muratcan Güler (Istanbul, 25 febbraio 1980) è un ex cestista turco.

## Palmarès
- Coppa di Turchia: 2

Ülkerspor: 2003-2004
Türk Telekom: 2007-2008
- Coppa del Presidente: 1

Beşiktaş: 2012